# 鳴子警察署
鳴子警察署（なるこけいさつしょ）は、宮城県警察が管轄する警察署のひとつである。

## 所在地
- 宮城県大崎市鳴子温泉字車湯92番地12

## 管轄区域
大崎市西部（旧玉造郡鳴子町、旧岩出山町区域）

## 沿革
- 1882年 - 古川警察署鳴子分署並びに同署岩出山分署発足。
- 1886年 - 岩出山警察署鳴子分署となる。
- 1948年 - 自治体警察発足により、鳴子警察署並びに岩出山警察署が置かれる。
- 1954年 - 新警察法施行により宮城県鳴子警察署が発足し、岩出山警察署は鳴子警察署岩出山警部派出所（現岩出山交番）となる。

## 内部組織
- 会計課
  - 会計係

- 警務課
  - 警務係
  - 相談係
  - 被害者支援係
  - 留置管理係

- 生活安全課
  - 生活安全係

- 地域課
  - 地域係

- 刑事課
  - 捜査係
  - 鑑識係

- 交通課
  - 交通指導係
  - 交通事故捜査係

- 警備課
  - 警備係

## 交番
- 署所在地交番 - 大崎市鳴子温泉字車湯92-12（鳴子警察署内）
- 岩出山交番 - 大崎市岩出山字二ノ構138

## 駐在所
- 鬼首駐在所 - 大崎市鳴子温泉鬼首字原35-1
- 池月駐在所 - 大崎市岩出山池月字下宮苗代目31-8
- 真山駐在所 - 大崎市岩出山字上真山要害4-12